# قره‌تپه سبلان
قره‌تپه سبلان روستایی است که در استان اردبیل، شهرستان اردبیل، بخش مرکزی، دهستان سردابه قرار دارد. (فاصله از مرکز استان 21 کیلومتر)

## جمعیّت
بر اساس آخرین نتایج سرشماری عمومی نفوس و مسکن ۱۳۹۵ از درگاه ملی مرکز آمار ایران جمعیت روستا ۸۳۳ نفر در قالب '۳۰۰ خانوار و به تفکیک ۴۰۸ نفر زن و ۴۲۵ نفر مرد است.(بر اساس سرشماری سال ۱۳۸۵ جمعیّت این روستا ۸۷۷ نفر با ۱۷۴ خانوار بوده‌است.) مقایسه این دو آمار (سرشماری سال ۱۳۸۵ و ۱۳۹۵ ) بیانگر افزایش قابل توجه تعداد خانوارها و کاهش جمعیت کل است، که مهاجرت برخی خانوارها و کوچک‌تر شدن بعد خانوارها را به خوبی نشان می‌دهد.